# スキールニル

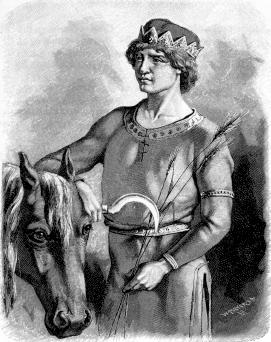
Fredrik Sanderによる、『古エッダ』の1893年のスウェーデン語版の挿絵より。

スキールニル（スキルニル、スキルニールとも。古ノルド語: Skírnir ）は、北欧神話の登場人物の1人である。その名前は「輝く者」を意味する。

## 概要
スキールニルは、豊穣神フレイの召使いであり、フレイとは幼なじみである。後述のゲルズから「貴方は妖精か、アース神族か、賢いヴァン神族の子か」と尋ねられるが、そのいずれも否定していることから、彼の属する種族ははっきりしないが、おそらく人間。なお、『古エッダ』の『ロキの口論』序文において、海神エーギルの館で開催された酒宴にアース神族と妖精がみな招かれたとあるが、ビュグヴィルとベイラはフレイとともに参加しているもののスキールニルは参加していない。
松谷健二はスキールニルをフレイの分身であるとし、スキールニルが主に活躍する『古エッダ』の『スキールニルの歌』の物語をにぎやかなものにするため創作された人物だと考えている。
ラグナロクが到来した時のスキールニルの運命は語られることはない。

## 求婚の使者として

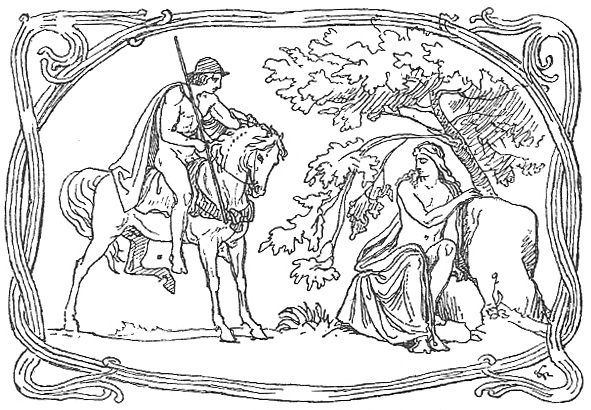
ローランス・フレーリクによる、スキールニルがゲルズの家に向かう途中で羊飼いに会う場面。

彼は、フレイが巨人ギュミルの娘ゲルズへ求婚するための使者としてヨトゥンヘイムに出向き、その褒美としてフレイから剣を与えられた。
そのため、フレイはラグナロクの際、剣が無く、鹿の角でスルトと戦うことになる。
この経緯は『スノッリのエッダ』第一部『ギュルヴィたぶらかし』37章で語られている。
『スキールニルの歌』においても同じ出来事が語られるが、この物語でスキールニルは、ヨトゥンヘイムへの危険な旅を成功させるためにフレイの剣と馬を貰い受けたいと申し出て、フレイはこれを快く承諾している。
旅が終わった後にスキールニルが剣と馬をフレイに返したというエピソードはないため、『ギュルヴィたぶらかし』同様、褒美として与えられた可能性がある。
なお、ゲルズの家を囲む暗く揺らめく炎も乗り越えられるとされるこの馬が、スールルにおいてフレイの馬といわれるブローズグホーヴィと同じ馬かは不明である。

## 小人の国への使者として
スキールニルはまた、オーディンに命じられてスヴァルトアールヴヘイムに出向き、狼のフェンリルを拘束するための魔法の紐グレイプニルを小人に製作させ、それをアースガルズに持ち帰っている。
この経緯は『ギュルヴィたぶらかし』34章で述べられている。
ただしこのエピソードは、イギリスの著述家ドナルド・A・マッケンジーによる『北欧のロマン ゲルマン神話』（日本語題）において、ヘルモーズの役割となっている。